# أوبن سوشيال
أوبن سوشيال (بالإنجليزية: OpenSocial)‏ هي مجموعة من واجهات برمجة التطبيقات لتعزيز وتطوير تطبيقات الشبكة الاجتماعية على الإنترنت. قام بتطوير هذه الواجهات شركة جوجل مع فريق من ماي سبايس ومجموعات الشبكات الاجتماعية. تم طرحها في أول نوفمبر/تشرين الثاني 2007. وتسمح المجتمع المفتوح لمستخدميها الترابط الاجتماعي فيما بينهم. ومن بعض المواقع التي تستعملها :وHi5.com وMySpace وorkut وNetlog وSonico.com وFriendster وNing وYahoo.

## الهيكلية
يستند واجهة التطبيق هذه على الـ HTML والجافا سكريبت، فضلا على إطار عمل أدوات جوجل (بالإنجليزية: Google Gadgets)‏، ويشمل على أربع واجهات لبرمجة التطبيقات الاجتماعية للوصول إلى بيانات الدالات الأساسية الموجودة في المواقع المشاركة والشبكات الاجتماعية. ويتعامل كل من الواجهات بجانب محدد:
- الأول لمعالجة جافا سكريبت بشكل عام
- الثاني للتعامل مع الأفراد والأصدقاء
- الثالث للتعامل مع الأنشطة
- الرابع للاستمرار.

## التاريخ والتطور
يعتقد أن المجتمع المفتوح هو عبارة عن جزء من شبكة اجتماعية كبيرة بدأت عن طريق شفرة جوجل المسماة ماكا-ماكا، والتي تعني بلغة هاواي صديق حميم تأخذ منه وتهدي بشكل حر وعادي. كان رقم أول نسخة نشرت لعامة المستخدمين من هذه التطبيقات هو 0.5، ثم 0.6 في تاريخ 21 ديسمبر 2007م. ثم أتبعت بالنسخة 0.7 في 4 فبراير 2008م، ومن ثم 0.8 في 28 مايو 2008م، 0.9 في 16 أبريل 2009م، و1.0 في 15 مارس 2010م.